# Iván García Cortina
Iván García Cortina (Gijón, Asturias, 20 de noviembre de 1995) es un ciclista español, miembro del equipo Movistar Team. Es un rodador, especializado en clásicas y rápido en esprints de grupos reducidos.[cita requerida]
A pesar de montar en bicicleta con frecuencia desde pequeño, no fue hasta la edad de 14 años que se inscribió en la Escuela Ciclista de Las Mestas en Gijón.[cita requerida]

## Palmarés
2016

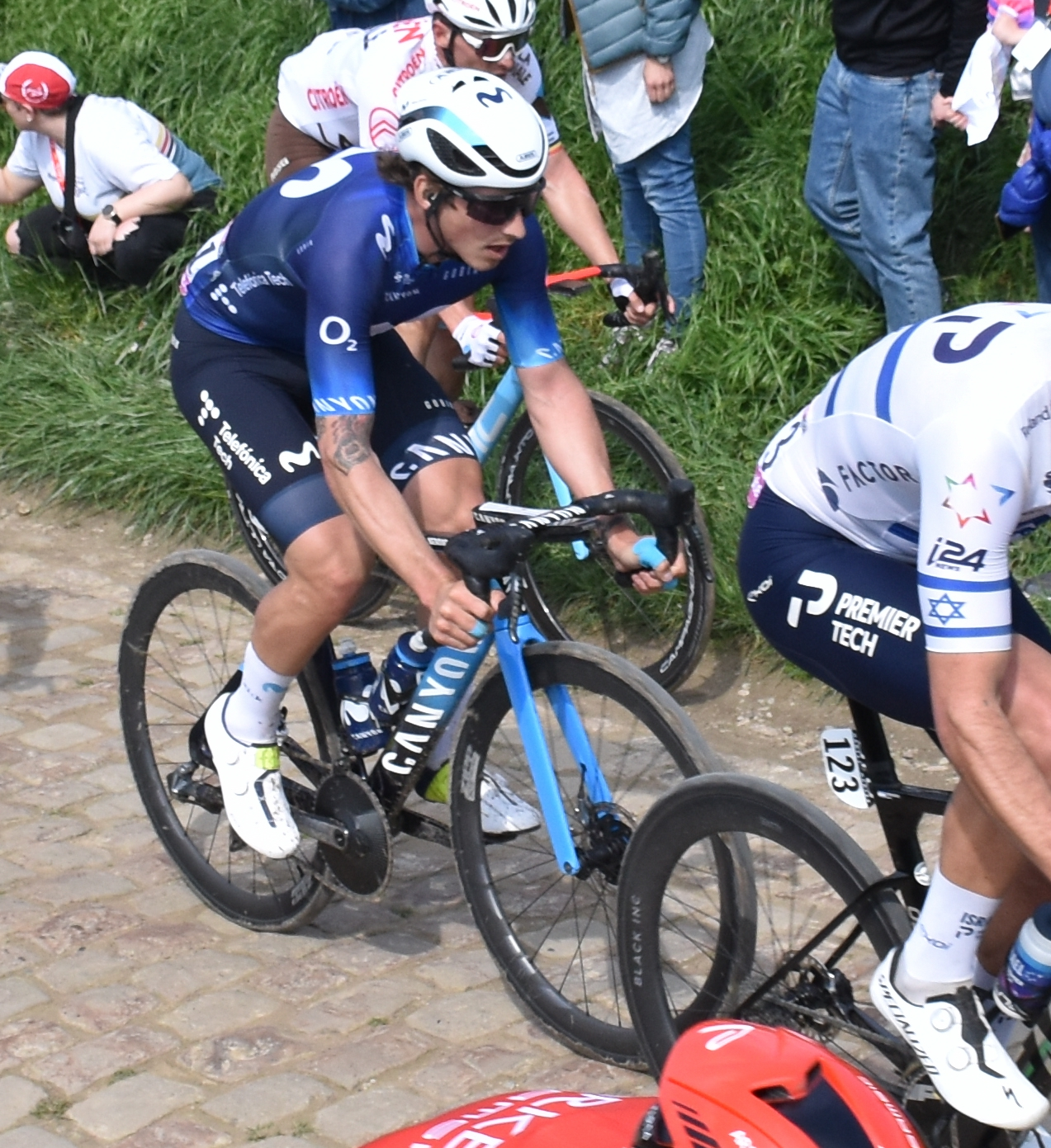
París-Roubaix 2023 - Secteur pavé de Quiévy à Saint-Python - n.º 181 Iván García Cortina.

- 1 etapa de la Carrera de la Solidaridad y de los Campeones Olímpicos

2019
- 1 etapa del Tour de California[3]

2020
- 1 etapa de la París-Niza

2022
- Giro del Piemonte

2025
- 1 etapa de la Vuelta a Asturias

## Resultados

### Grandes Vueltas
| Carrera | Carrera         | 2015 | 2016 | 2017  | 2018 | 2019  | 2020 | 2021 | 2022 | 2023 | 2024 | 2025  |
| ------- | --------------- | ---- | ---- | ----- | ---- | ----- | ---- | ---- | ---- | ---- | ---- | ----- |
|         | Giro de Italia  | —    | —    | —     | —    | —     | —    | —    | —    | —    | —    | —     |
|         | Tour de Francia | —    | —    | —     | —    | 114.º | —    | 94.º | —    | —    | —    | 117.º |
|         | Vuelta a España | —    | —    | 100.º | 99.º | —     | —    | —    | —    | 72.º | —    | —     |

### Clásicas y Campeonatos
| Carrera                 | Carrera                 | 2015 | 2016 | 2017  | 2018  | 2019 | 2020 | 2021 | 2022  | 2023 | 2024 | 2025 |
| ----------------------- | ----------------------- | ---- | ---- | ----- | ----- | ---- | ---- | ---- | ----- | ---- | ---- | ---- |
| Omloop Het Nieuwsblad   | Omloop Het Nieuwsblad   | —    | —    | 91.º  | 84.º  | 35.º | —    | 11.º | 30.º  | Ab.  | 15.º | 81.º |
| Kuurne-Bruselas-Kuurne  | Kuurne-Bruselas-Kuurne  | —    | —    | 104.º | Ab.   | 13.º | —    | —    | 67.º  | 11.º | 11.º | 22.º |
| Strade Bianche          | Strade Bianche          | —    | —    | 74.º  | —     | —    | Ab.  | 29.º | —     | —    | 43.º | —    |
|                         | Milán-San Remo          | —    | —    | —     | —     | —    | 93.º | 30.º | 23.º  | 33.º | —    | 21.º |
| E3 Saxo Classic         | E3 Saxo Classic         | —    | —    | 57.º  | 64.º  | 23.º | X    | 27.º | 16.º  | 5.º  | —    | 25.º |
| Gante-Wevelgem          | Gante-Wevelgem          | —    | —    | 104.º | 122.º | Ab.  | 51.º | 18.º | 8.º   | Ab.  | —    | 24.º |
| A Través de Flandes     | A Través de Flandes     | —    | —    | 94.º  | Ab.   | 16.º | X    | 27.º | 34.º  | —    | —    | 46.º |
|                         | Tour de Flandes         | —    | —    | 68.º  | 37.º  | 24.º | —    | 23.º | 22.º  | 21.º | 26.º | 9.º  |
| Scheldeprijs            | Scheldeprijs            | —    | —    | 11.º  | —     | —    | Ab.  | —    | —     | —    | —    | —    |
|                         | París-Roubaix           | —    | —    | Ab.   | Ab.   | 41.º | X    | 27.º | 25.º  | 32.º | 63.º | Ab.  |
| Flecha Brabanzona       | Flecha Brabanzona       | —    | —    | 86.º  | —     | —    | —    | —    | —     | —    | —    | —    |
| Amstel Gold Race        | Amstel Gold Race        | —    | —    | Ab.   | —     | Ab.  | X    | Ab.  | 57.º  | —    | 84.º | —    |
| Flecha Valona           | Flecha Valona           | —    | —    | —     | —     | —    | —    | Ab.  | —     | —    | Ab.  | —    |
| Clásica San Sebastián   | Clásica San Sebastián   | —    | —    | 68.º  | —     | Ab.  | X    | —    | —     | 27.º | —    |      |
| EuroEyes Classics       | EuroEyes Classics       | —    | —    | —     | 66.º  | 95.º | X    | X    | 14.º  | —    | 15.º |      |
| Bretagne Classic        | Bretagne Classic        | —    | —    | —     | —     | 72.º | 10.º | —    | 57.º  | —    | 73.º |      |
| Gran Premio de Quebec   | Gran Premio de Quebec   | —    | —    | —     | —     | 73.º | X    | X    | 5.º   | —    | 32.º |      |
| Gran Premio de Montreal | Gran Premio de Montreal | —    | —    | —     | —     | 3.º  | X    | X    | Ab.   | —    | Ab.  |      |
| Mundial en Ruta         | Mundial en Ruta         | —    | —    | —     | —     | Ab.  | —    | 23.º | 11.º  | 30.º | —    |      |
| Europeo en Ruta         | Europeo en Ruta         | X    | —    | 8.º   | Ab.   | —    | 8.º  | Ab.  | 114.º | 11.º | —    |      |
| España en Ruta          | España en Ruta          | 23.º | 44.º | 16.º  | —     | —    | 4.º  | —    | 17.º  | 57.º | Ab.  | Ab.  |
| España Contrarreloj     | España Contrarreloj     | —    | 29.º | —     | —     | —    | —    | —    | 13.º  | —    | —    | —    |

—: No participa

Ab.: Abandona

X: No se disputó

## Equipos
- AWT-GreenWay/Klein Constantia (2015-2016)
  - AWT-GreenWay (2015)
  - Klein Constantia (2016)
- Etixx-Quick Step (stagiaire) (08.2016-12.2016)
- Bahrain[1] (2017-2020)
  - Bahrain Merida (2017-2019)
  - Team Bahrain McLaren (2020)
- Movistar Team (2021-)